# Моховое Озеро
Моховое Озеро — деревня в Большереченском районе Омской области России. Входит в состав Могильно-Посельского сельского поселения.

## История
Основана в 1851 году. В 1928 году деревня Мохово-Озёрская состояла из 89 хозяйств, основное население — русские. Центр Мохово-Озёрского сельсовета Большереченского района Тарского округа Сибирского края.

## Население
| 1926 | 2002 | 2010 | 2021 |
| ---- | ---- | ---- | ---- |
| 501  | ↘167 | ↘113 | ↘66  |

## Инфраструктура
Личное подсобное хозяйство с зоной сельскохозяйственного использования, индивидуальная застройка усадебного типа.
Основа экономики — сельское хозяйство.

## Транспорт
Остановка общественного транспорта «Моховое Озеро». 
Просёлочные дороги. 